# 13 tháng 1
Ngày 13 tháng 1 là ngày thứ 13 trong lịch Gregory. Còn 352 ngày trong năm (353 ngày trong năm nhuận).

## Sự kiện
- 827 – Lý Ngang tức hoàng đế vị, tức Đường Văn Tông, ngày Ất Tị (12) tháng 12 năm Bính Ngọ.
- 888 – Eudes, Bá tước xứ Paris trở thành Quốc vương của Người Frank.
- 1822 – Quốc hội khóa đầu của Hy Lạp thông qua thiết kế Quốc kỳ Hy Lạp.
- 1898 – Nhà văn Émile Zola đăng thư ngỏ J'accuse trên báo L'Aurore, phanh phui vụ bê bối Dreyfus, gây ra một cuộc xung đột chính trị-xã hội nghiêm trọng trong nền Đệ tam cộng hòa Pháp.
- 1902 – Abdul Aziz chiếm được Riyadh từ nhà Rashid, khởi đầu hơn ba thập niên giao tranh nhằm thống nhất Ả Rập Xê Út.
- 1934 – Cấp bậc phó tiến sĩ được thiết lập tại Liên Xô.
- 1940 – Chiến tranh thế giới thứ hai: Chiến đấu cơ Yakovlev Yak-1 của Liên Xô tiến hành chuyến bay đầu tiên
- 1941 - Binh biến Đô Lương - cuộc nổi dậy chống lại thực dân Pháp của những binh lính người Việt bị Pháp bắt lính tại đồn Đô Lương, Nghệ An.
- 1942 – Chiến tranh thế giới thứ hai: Một phi công người Đức trở thành người đầu tiên thử nghiệm ghế phóng trên một chiếc máy bay tiêm kích phản lực Heinkel He 280.
- 1942 – Henry Ford được cấp bằng sáng chế một chiếc ô tô được làm bằng nhựa, nhẹ hơn 30% so với ô tô thông thường.
- 1945 – Chiến tranh thế giới thứ hai: Quân đội Liên Xô mở màn Chiến dịch Đông Phổ chống quân đội Đức.
- 1951 – Chiến tranh Đông Dương: Quân đội Nhân dân Việt Nam bắt đầu tiến công quân Liên hiệp Pháp tại khu vực Vĩnh Yên, song buộc triệt thoái vài ngày sau đó.
- 1992 – Vườn quốc gia Cát Tiên nằm trên địa bàn ba tỉnh Đồng Nai, Bình Phước và Lâm Đồng do Chủ tịch Hội đồng Bộ trưởng Việt Nam Võ Văn Kiệt ra nghị quyết thành lập
- 2012 – Tàu du lịch Costa Concordia gặp nạn ngoài khơi bờ biển Ý, khiến 31 người thiệt mạng và 1 người mất tích.

## Sinh
- 1777 – Élisa Bonaparte, em của Napoléon Bonaparte (m. 1820)
- 1832 – Horatio Alger, tác gia người Mỹ (m. 1899
- 1833 – Alfred von Keßler, tướng lĩnh Phổ (m. 1907)
- 1838 – Nguyễn Phúc Lương Nhàn, phong hiệu Thông Lãng Công chúa, công chúa con vua Minh Mạng (m. 1872)
- 1864 – Wilhelm Wien, nhà vật lý học người Đức, đoạt giải Nobel (m. 1928)
- 1878 – Trần Quýnh Minh, quân phiệt người Trung Quốc, tức 11 tháng 12 năm Đinh Sửu (m. 1933)
- 1889 – Lev Zakharovich Mekhlis, chính trị gia Liên Xô, tức 1 tháng 1 theo lịch Julius (m. 1953)
- 1927 – Sydney Brenner, nhà sinh vật học người Nam Phi, đoạt giải Nobel
- 1932 – Lý Hương Cầm, diễn viên người Trung Quốc
- 1934 – Robin Milner, nhà khoa học máy tính người Anh Quốc (m. 2010)
- 1955 – Huh Jung-Moo, cầu thủ và huấn luyện viên bóng đá người Hàn Quốc
- 1957 – Thôi Thế An, chính trị gia người Ma Cao
- 1961 – Julia Louis, diễn viên người Mỹ
- 1967 – Annie Jones, diễn viên Australia
- 1969 – Suzumoto Yūichi, tiểu thuyết gia người Nhật Bản
- 1977 – Orlando Bloom, diễn viên người Anh Quốc
- 1982 – Barri Griffiths, đô vật người Anh Quốc
- 1984 – Hirayama Aya, diễn viên người Nhật Bản
- 1986 – Ông Cao Thắng, ca sĩ người Việt Nam
- 1987 – Lee Seung Gi, ca sĩ và diễn viên người Hàn Quốc
- 1988 – Tomás Rincón, cầu thủ bóng đá người Venezuela
- 1991 – Gu Ha-ra, ca sĩ, vũ công, diễn viên người Hàn Quốc (Kara) (m. 2019)
- 1993 – Trần Nghĩa, diễn viên người Việt Nam
- 2003 – Phương Mỹ Chi, ca sĩ người Việt Nam

## Mất
- 888 – Charles Béo, hoàng đế của Carolingi, quốc vương của Ý (s. 839)
- 1599 – Edmund Spenser, thi sĩ người Anh (s. 1552)
- 1717 – Maria Sibylla Merian, nhà côn trùng học, họa sĩ tranh minh họa người Đức (s. 1647)
- 1902 – Nguyễn Phúc Miên Sạ, tước phong Tĩnh Gia công, hoàng tử con vua Minh Mạng (s. 1830)
- 1936 – Gabriel Veyre, đạo diễn,, nhiếp ảnh gia người Pháp (s. 1871)
- 1941 – James Joyce, tác gia người Ireland (s. 1882)
- 1979 – Trần Trinh Huy, doanh nhân người Việt Nam (s. 1900)
- 1988 – Tưởng Kinh Quốc, chính trị gia người Trung Quốc, Tổng thống Trung Hoa Dân Quốc (s. 1910)

## Những ngày lễ và kỷ niệm
- Thụy Điển - Tjugondedag jul (Mùa Giáng sinh) chấm dứt